# Loi sur l'énergie atomique de 1946
La Loi sur l'énergie atomique de 1946 (ou Loi McMahon) détermine comment les États-Unis vont contrôler et gérer la technologie nucléaire développée conjointement avec le Royaume-Uni et le Canada en vue d'assurer la sécurité de l'approvisionnement en énergie nucléaire. La loi dispose que le développement des armes nucléaires et la gestion de l'énergie nucléaire sont sous contrôle civil et non militaire, et crée la Commission de l'énergie atomique des États-Unis.

## Histoire

### Origines
Les armes nucléaires sont mises au point pendant la Seconde Guerre mondiale dans le cadre du projet Manhattan. Les principaux scientifiques travaillant sur le projet prévoient que le projet nécessite une grande implication. Cependant, le directeur du projet, Leslie R. Groves, est réticent à dépenser les fonds du projet pour des activités autres que celles nécessaires pour gagner la guerre. Néanmoins, Arthur Compton demande un rapport sur l'énergie nucléaire d'après-guerre, et le Military Policy Committee, l'organe directeur du projet Manhattan, demande une étude similaire à Richard Tolman. Les deux rapports préconisent un programme d'énergie nucléaire complet, soutenu par le gouvernement et comportant des aspects militaires, scientifiques et industriels.
En juillet 1944, Vannevar Bush, James B. Conant et Irvin Stewart proposent une législation pour contrôler l'énergie nucléaire. Conant la soumet à Henry L. Stimson en septembre 1944, puis au Comité intérimaire, un organe créé par le Président  et par Harry S. Truman en mai 1945 pour superviser, réglementer et contrôler l'énergie nucléaire jusqu'à ce que le Congrès crée un comité permanent à cet effet. En juin 1945, le comité demande à George L. Harrison, assistant de Stimson et membre du comité, de préparer une législation.

### Promulgation
La loi est parrainée par le Sénateur Brien McMahon, un démocrate du Connecticut, qui préside la Commission spéciale du Sénat des États-Unis sur l'énergie atomique et dont les auditions à la fin de l'année 1945 et au début de l'année 1946 permettent d'adopter la loi. Le Sénat adopte la loi à l'unanimité par vote vocal, et la Chambre des représentants des États-Unis. Promulguée par le Président Harry S. Truman le 1 août 1946, cette loi entre en vigueur le 1er janvier 1947, et la Commission de l'énergie atomique reprend la responsabilité de l'énergie nucléaire du Projet Manhattan.

### Développements
La loi sur l'énergie atomique de 1954 conserve en grande partie les éléments de la loi de 1946. L'utilisation des substances nucléaires est cependant complètement revue pour permettre à plus d'acteurs privés de développer des applications nucléaires.
En 1958, la Chambre des représentants approuve les modifications de la loi McMahon qui permettent aux États-Unis de partager certaines informations sur son arsenal atomique.

## Principes
La loi établit la création d'une commission atomique civile (Commission de l'énergie atomique des États-Unis) et de trois organismes principaux :
- Comité mixte du Congrès pour l'énergie atomique (suivi des activités de la Commission)
- Comité consultatif général (conseil technique et scientifique de la Commission)
- Comité militaire de liaison (conseil sur les applications militaires)

La loi prévoit également que le gouvernement fédéral américain conserve la propriété exclusive sur les matières fissiles (sauf uranium et thorium dont la vente et le transfert restent interdits sauf licence spéciale), un octroi de licence est obligatoire pour toute entreprise privée évoluant dans le secteur du nucléaire, un système de contrôle systématique de ces activités est en place.
La propriété privée de réacteurs atomiques est restreinte.

### Ouvrages
1. 1 2  Hewlett et Anderson 1962, p. 325-326.
2. ↑  Hewlett et Anderson 1962, p. 324-325.
3. ↑  Hewlett et Anderson 1962, p. 345.
4. ↑  Hewlett et Anderson 1962, p. 360.